# Fantastique
Fantastique este un termen francez, din literaratură și cinematografie, în care se suprapun genurile științifico-fantasticului, groazei și fanteziei.
Fantastique este un gen substanțial și în literatura franceză.

## Vezi și
- Giallo